# Assamthee

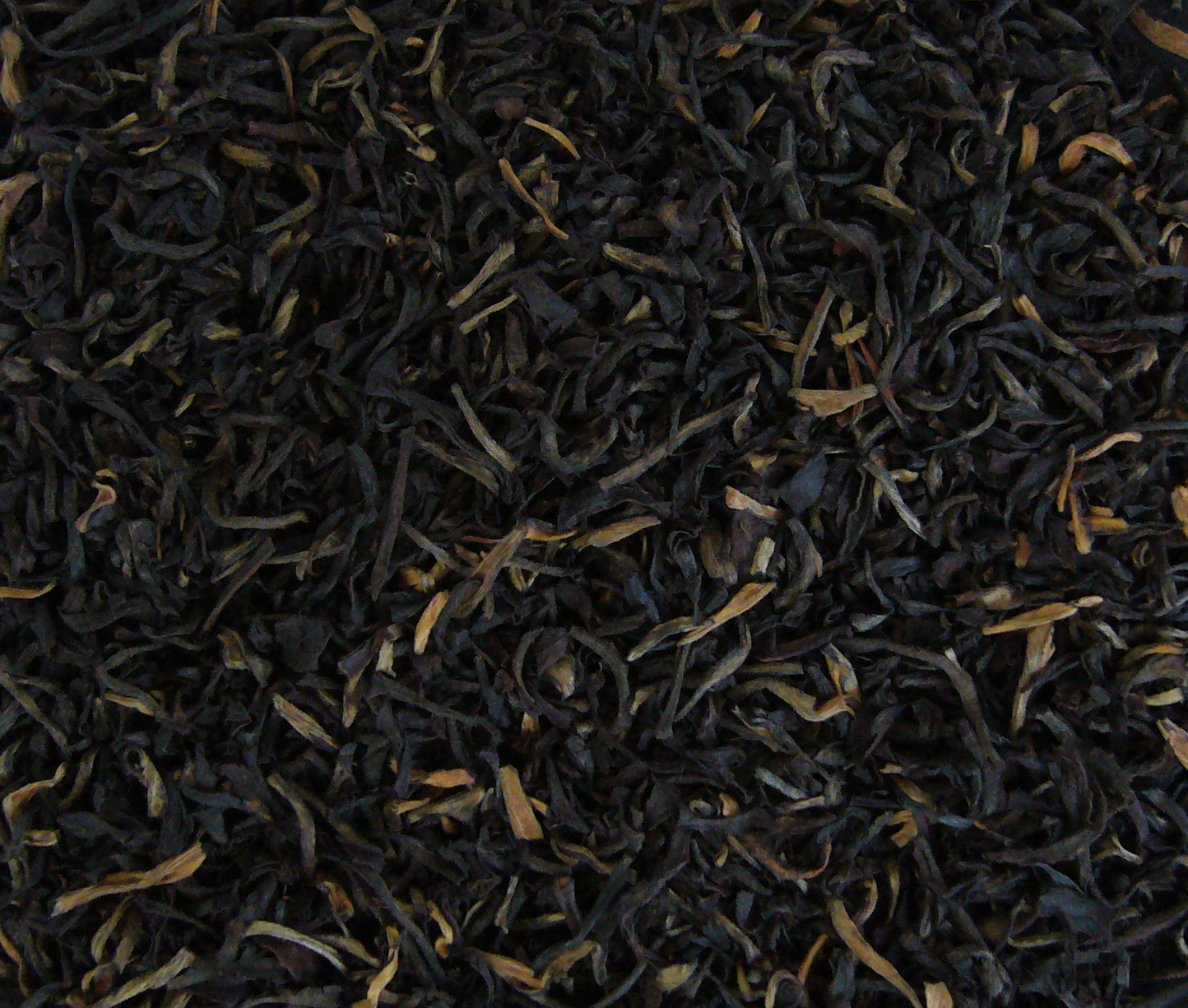
Assam-thee

De zwarte thee Assam komt uit de staat Assam in India en wordt sinds 1838 ook buiten India gedronken. De eerste kwart eeuw kon deze thee nog niet concurreren met Japanse  en Chinese theeën die al sinds de 17e eeuw in Europa gedronken werden. Ongeveer de helft van de totale thee-oogst uit India is Assam. Daarmee is het populairder dan de twee andere belangrijkste Indiase theeën, Darjeeling en Nilgiri.
Assam wordt twee keer per jaar geplukt; tijdens de 'First Flush' (de eerste pluk) net na de winter en tijdens de 'Second Flush' tegen het einde van de lente. Thee van de First Flush is lichter van kleur en smaak. 
Assam is een uitermate geschikte thee voor het bereiden van melanges. Hier geldt dat zowel de verschillende soorten Assams goed te mengen zijn, als dat het zich goed laat mengen met andere soorten thee. Zo is Assam erg populair in English Breakfast en Irish Breakfast.
Om te garanderen dat melanges met Assam niet als pure Assam worden verkocht heeft de 'Tea Board of India' de taak op zich genomen te garanderen dat de inhoud van de thee overeenkomt met de naam die deze wordt meegegeven. Voor Assam, Darjeeling en Nilgiri zijn drie keurmerken ontworpen die op de verpakking van deze echte thee wordt weergegeven.